# Vitrimont
Vitrimont ist eine französische Gemeinde mit 387 Einwohnern (Stand: 1. Januar 2022) im Département Meurthe-et-Moselle in der Region Grand Est (bis 2015 Lothringen). Die Gemeinde gehört zum Arrondissement Lunéville und zum Kanton Lunéville-1. Die Einwohner werden Vitrimontois genannt.

## Geographie
Vitrimont liegt etwa 25 Kilometer südöstlich von Nancy. Umgeben wird Vitrimont von den Nachbargemeinden Anthelupt im Westen und Norden, Deuxville im Norden und Nordosten, Lunéville im Osten, Rehainviller im Südosten, Mont-sur-Meurthe im Süden, Blainville-sur-l’Eau im Süden und Südwesten sowie Damelevières im Südwesten. Durch die Gemeinde führt die Route nationale 333.

## Geschichte
Zu Beginn des Ersten Weltkrieges wurde Vitrimont weitestgehend zerstört. Der Wiederaufbau begann noch während des Krieges 1916 dank erheblicher finanzieller Unterstützung aus den Vereinigten Staaten. Insbesondere die Philanthropin Ethel Crocker aus San Francisco organisierte große Geldbeträge, mit denen die Dorfkirche und zahlreiche Häuser des Dorfes instand gesetzt oder neu errichtet wurden. Sie besuchte im August 1920 einen Festakt zum Wiederaufbau in Vitrimont. Im Ort erinnern eine Rue Crocker und eine Rue de Californie an die transatlantische Unterstützung.

## Bevölkerungsentwicklung
| Jahr                       | 1962 | 1968 | 1975 | 1982 | 1990 | 1999 | 2006 | 2019 |
| Einwohner                  | 183  | 208  | 263  | 307  | 324  | 356  | 363  | 395  |
| Quellen: Cassini und INSEE |      |      |      |      |      |      |      |      |

## Sehenswürdigkeiten
- Kirche Saint-Jean-Baptiste aus dem 15. Jahrhundert, Monument historique seit 1997
- Kapelle Notre-Dame-de-la-Deliverance
- Reste des Benediktinerpriorats von Léomont
- französischer Nationalfriedhof von Vitrimont-Friscati aus dem Ersten Weltkrieg

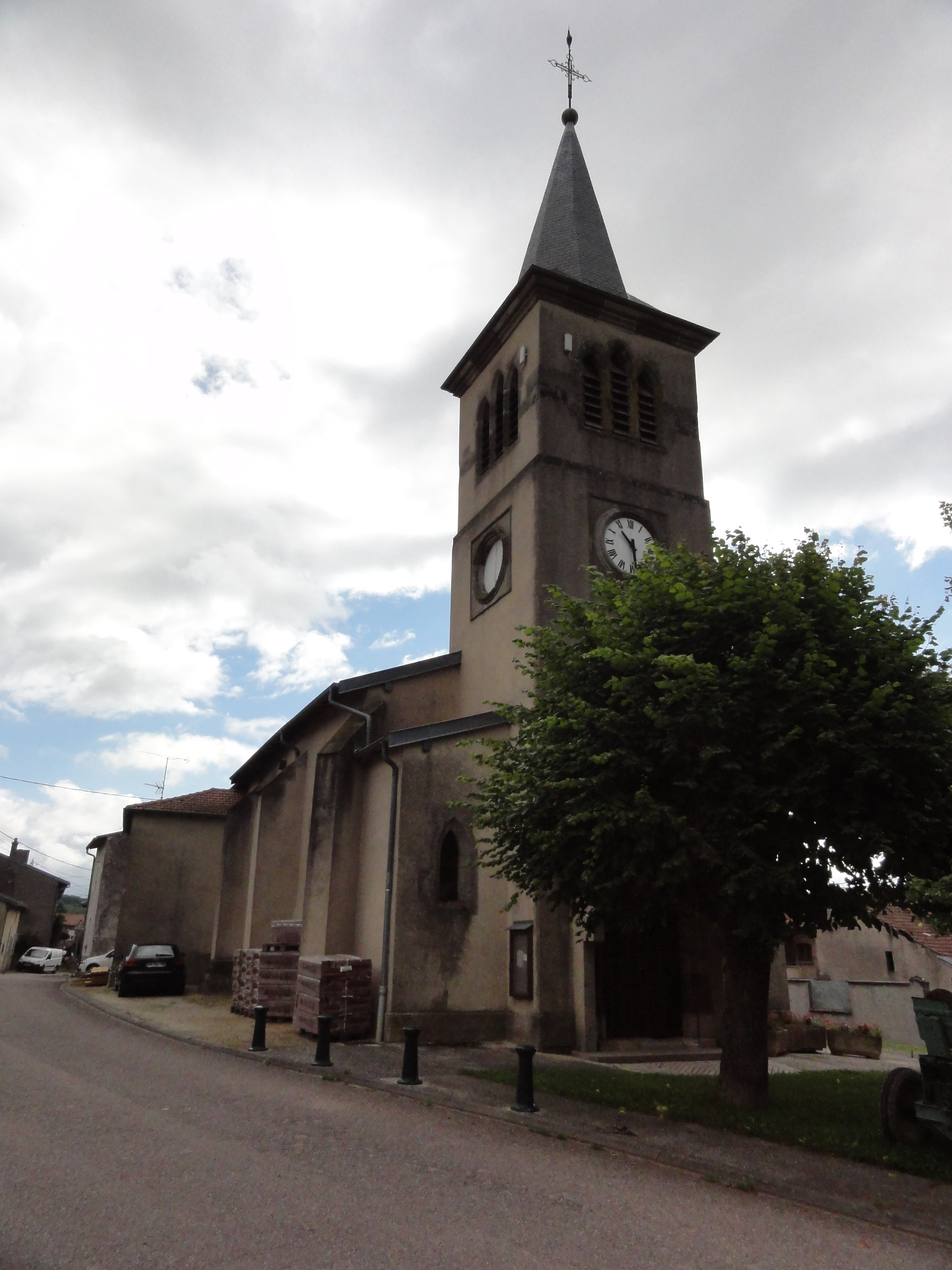
Kirche Saint-Jean-Baptiste